# Main Bocher
Main Rousseau Bocher (* 24. Oktober 1890 in Chicago; † 27. Dezember 1976 in München) war ein US-amerikanischer Modedesigner. Als erster US-amerikanischer Designer eröffnete er in Paris ein Haute-Couture-Haus und fertigte unter dem Label Mainbocher hauptsächlich Abendmode.

## Leben

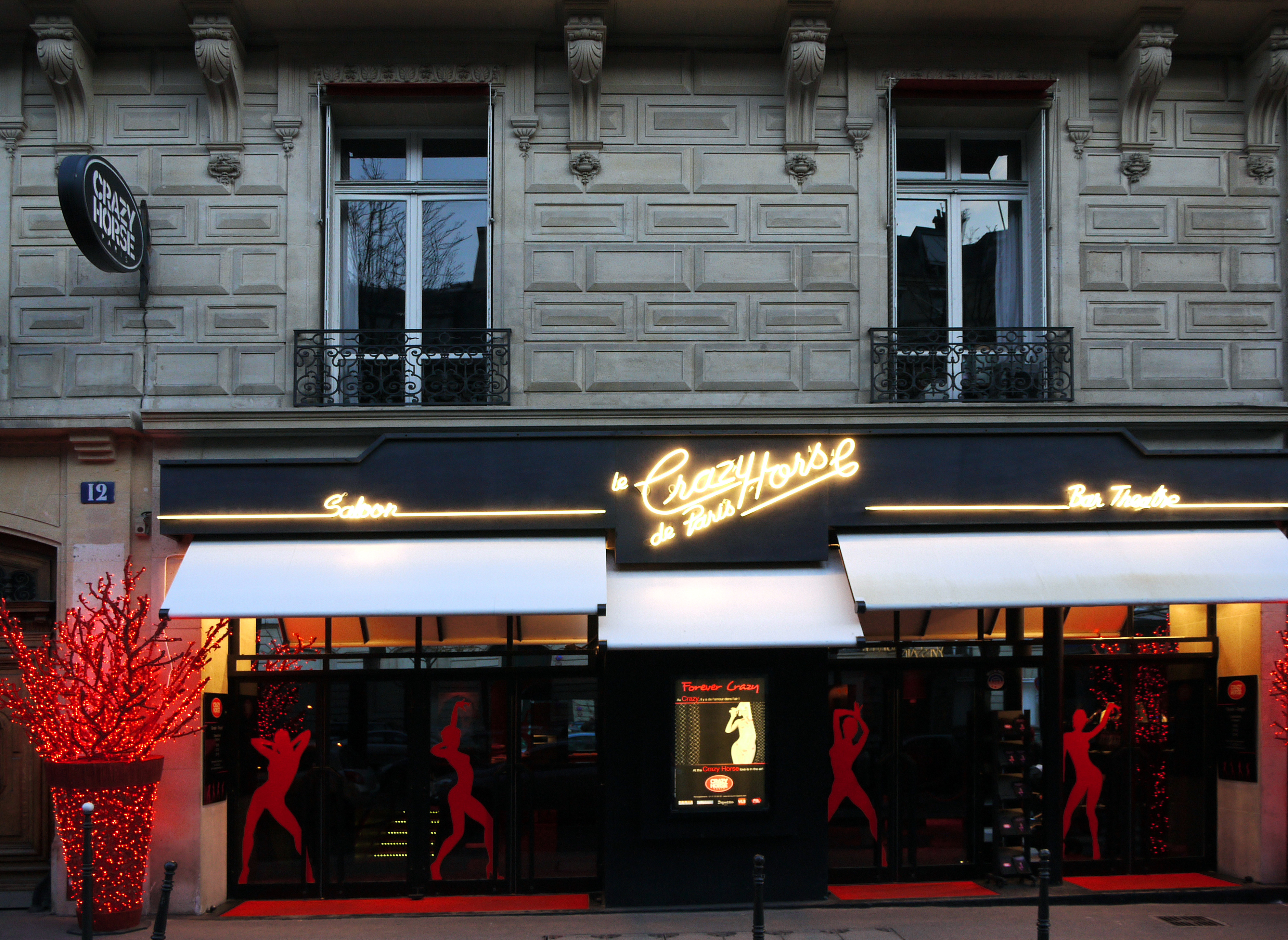
Avenue George V 12, von 1929 bis 1939 Sitz des Hauses Mainbocher; seit 1951 Sitz des Crazy Horse

Bocher wuchs als Sohn wohlhabender Eltern in Chicago auf. Er absolvierte von 1907 bis 1914 ein Kunststudium in Chicago  (School of the Art Institute of Chicago) und New York City (Art Student’s League) sowie ein Musik- und Gesangsstudium in München und Paris. Geld verdiente er sich während des Studiums in Paris unter anderem mit Modeskizzen. Er kehrte bei Beginn des Ersten Weltkriegs nach New York zurück. Von 1917 bis 1918 war er als Sanitäter in Paris stationiert und blieb auch nach Kriegsende in Paris.
In der Modewelt arbeitete Bocher zunächst ab 1917 als Modezeichner für die französische Harper’s Bazaar in Paris und war von 1922 bis 1929 als Moderedakteur und ab 1927 als Chefredakteur für die französische Vogue tätig. In dieser Zeit hatte er unter anderem Elsa Schiaparellis Einstieg in die Modewelt mit Zeichnungen ihrer Entwürfe in der Vogue unterstützt.
Im Jahr 1929 gründete Bocher, der nie eine Schneiderlehre absolviert hatte, sein eigenes Modehaus Mainbocher auf der Avenue George V 12 (heute Spielstätte des Crazy Horse). Zu Bochers Kundenstamm gehörten überwiegend Frauen der amerikanischen Upper-Class, die in Paris lebten, darunter Elsie de Wolfe und Diana Vreeland. Internationale Bekanntheit erlangte Bocher 1937, als US-Amerikanerin Wallis Simpson anlässlich der Eheschließung mit Edward VIII. ihr Hochzeitskleid von Mainbocher fertigen ließ.
Zu Beginn des Zweiten Weltkriegs zog Bocher von Paris nach New York um und eröffnete sein neues Atelier in der 57th Street. Er veranstaltete im Herbst 1940 seine erste Modenschau in den USA, die ein großer Erfolg wurde. Ab 1941 schuf Bocher auch Theaterkostüme. Während des Zweiten Weltkriegs entwarf er 1942 auch Uniformen für den Marine Women’s Corps. Auch nach Ende des Krieges waren Bochers Kreationen gefragt und wurden für mehrere Tausend Dollar verkauft. Ab 1960 befand sich Bochers Salon auf der Fifth Avenue 609. Bocher eröffnete zeitlebens keine Filialen, bot seine Kleider nicht in Luxus-Kaufhäusern zum Kauf an und vergab keine Lizenzen. Ein eigenes Parfum, White Garden, war ausschließlich in seinem Salon erhältlich.
Im Jahr 1971 schloss Bocher seinen Salon und setzte sich zur Ruhe. Seinen Lebensabend verbrachte er in Paris und München, wo er am Kunstgewerbemuseum tätig war. Er verstarb 1976 in München. Im Jahr 2012 erwarb der französische Unternehmer Arnaud de Lummen die Markenrechte an Mainbocher mit dem Ziel, die Marke wiederzubeleben.

## Mode
Im Gegensatz zum Stil der frühen 1930er-Jahre fertigte Bocher Abendkleider mit „diskrete[r], schlichte[r] Eleganz“, wobei er den Schrägschnitt „in Perfektion“ beherrschte. Abendkleider entstanden zu Beginn in schlanken Formen, waren aus hochwertigsten Stoffen, darunter Seide, Kaschmir, Seidenorganza und -chiffon, gefertigt, und wurden in Handarbeit sowie ausschließlich auf Bestellung hergestellt. Gelegentlich wurden die Kleider handbemalt. Bocher galt zeitweilig als teuerster Designer der Welt; in den 1960er-Jahren war er der teuerste Designer Amerikas, so entsprachen sechs Monate Schul- und Unterhaltsgeld an der Harvard University den Kosten für einen Anzug und eine Bluse des Labels Mainbocher.
Neben exklusiver Mode entstanden in den 1930er-Jahren auch Entwürfe in Baumwolle, Handtuchleinen sowie Kleidung mit Vichy-Muster. Bocher zeigte 1934 das erste trägerlose Abendkleid und sorgte 1939 mit dem sogenannten „Mainbocher-Korsett“, das die legere Mode Coco Chanels durch Formung einer Wespentaille zeitweise verdrängte und die Mode-Formensprache der 1940er-Jahre wesentlich beeinflusste sowie Christian Diors New Look vorwegnahm, für Furore. Von Horst P. Horst stammt das ikonografische Foto Mainbocher-Korsett einer von hinten aufgenommenen Frau mit halb geöffnetem Korsett. Es war 2012 Teil der Ausstellung Selling Dreams: 100 Years of Fashion Photography im Royal Albert Memorial Museum in Exeter, die sich 100 Jahre Modefotografie widmete.
In den 1950er-Jahren wandte sich Bocher opulenten Abendroben zu, die er in Samt, Seide, Brokatstoff oder Damast fertigte. Waren Kostüme, Röcke und Jacken der 1950er-Jahre eher verspielt, kehrte Bocher in den 1960er-Jahren in seine Anfangsjahre zurück: Entwürfe von Kleidern und Mänteln zeigten die klassische Nüchternheit der 1930er-Jahre. Charakteristisch für Bochers Blazer und Blusen war dabei auch der sogenannte Bubikragen.

## Auszeichnungen
Im Jahr 2002 erhielt Bocher eine Bronzeplakette auf dem Fashion Walk of Fame in New York City.